# Pellolessertia castanea
Genre
Synonymes
- Avakubia Lessert, 1927 nec Pilsbry, 1919

Espèce
Synonymes
- Avakubia castanea Lessert, 1927

Pellolessertia castanea, unique représentant du genre Pellolessertia, est une espèce d'araignées aranéomorphes de la famille des Salticidae.

## Distribution
Cette espèce se rencontre au Congo-Kinshasa, au Cameroun, en Ouganda et en Éthiopie.

## Description
Le mâle holotype mesure 5,5 mm et les femelles de 6 à 7,5 mm.

## Systématique et taxinomie
Cette espèce a été décrite sous le non Avakubia castanea par Lessert en 1927. Avakubia Lessert, 1927 étant préoccupé par Avakubia Pilsbry, 1919, il est remplacé par Pellolessertia par Strand en 1929.

## Publications originales
- Lessert, 1927 : « Araignées du Congo (Premiere partie). » Revue suisse de zoologie, vol. 34, p. 405-475 (texte intégral).
- Strand, 1929 : « Zoological and palaeontological nomenclatorical notes. » Acta Universitatis Latviensis, vol. 20, p. 1-29.